# Serres-Sainte-Marie
Serres-Sainte-Marie é uma comuna francesa na região administrativa da Nova Aquitânia, no departamento dos Pirenéus Atlânticos. Estende-se por uma área de 9,5 km². Em 2010 a comuna tinha 583 habitantes (densidade: 61,4 hab./km²).